# 橋本仁 (歌手)
橋本 仁（はしもと じん、1964年7月27日 - ）は、兵庫県尼崎市出身の歌手、ボーカルトレーナーである。橋本汰斗は息子。
Earth Wind & Fighters、BETCHIN'など、様々なバンドでボーカルを担当。2000年、ソロデビュー。また、DA PUMPの楽曲にコーラスとしての参加や、同ユニット、AAAのボーカルトレーナーを務める。

## 略歴
1989年にEarth, Wind & Fireのコピーバンド「Earth Wind & Fighters」を結成。三宅裕司のいかすバンド天国に出演する。
1997年、ブラックボーカルグループのBETCHIN'を結成。A・T、TOMMY（富永TOMMY弘明）らとともにJinとして参加。avexよりアルバム2枚、シングル6枚をリリースした。
2001年より日本人サルサバンド、オルケスタ・デ・ラ・ルスにヴォーカル・コーラスとして参加、2009年よりデ・ラ・ルス内のメンバー4人と共にアカペラサルサグループ、サルサ5を結成している。
また、現在はドワンゴクリエイティブスクールにおいてボーカル講座の講師も務めている。
趣味はアクセサリー、曲、身体、料理、マラカス、何かを作る事。

## 代表曲

### テレビアニメ
- ロックマンのテーマ〜風を突き抜けて〜（2002年、『ロックマンエグゼ』オープニングテーマ）
- ジョジョの奇妙な冒険（2014年～）
  - STAND PROUD（2014年、『ジョジョの奇妙な冒険 スターダストクルセイダース』オープニングテーマ）
  - ジョジョ その血の記憶〜end of THE WORLD〜（2014年、『ジョジョの奇妙な冒険 スターダストクルセイダース エジプト編』オープニングテーマ）※JO☆STARS〜TOMMY,Coda,JIN〜（富永TOMMY弘明、Coda、橋本仁）名義
  - STAND PROUD Dramatic Ver.（2015年、『ジョジョの奇妙な冒険 The anthology songs』収録）
  - OH MY GOD,JAHHHHHHH!（2015年、『ジョジョの奇妙な冒険 The anthology songs』収録）
  - NAKED SILVER（2015年、『ジョジョの奇妙な冒険 The anthology songs』収録）
  - Star Platinum（2015年、『ジョジョの奇妙な冒険 The anthology songs』収録）
  - Great Days -Units Ver.-（2016年『ジョジョの奇妙な冒険 ダイヤモンドは砕けない』最終回エンディングテーマ）※JO☆UNITED（富永TOMMY弘明、Coda、橋本仁、城田純、和田泰右、Jeity、ホシノタツ、青木カレン、ハセガワダイスケ）名義

### 吹き替え
- ブラザー・ベア（2004年）
  - ぼくの旅（挿入歌）
  - ようこそ（挿入歌）

### 特撮
- 仮面ライダークウガ（2000年）
  - 青空になる（エンディングテーマ）
  - Into the blue sky 〜青空になる 英語ヴァージョン〜（イメージソング）
  - power of soul（イメージソング）
  - Blue Higher（イメージソング）
  - Edge of Green（イメージソング）
  - Say Alright!（イメージソング）
  - BEATCHASER 2000（イメージソング）
- 仮面ライダーアギト（2001年）
  - NEVER DIE（イメージソング）
  - Emergency Guard Chaser（イメージソング）
  - Sitting On The Dynamite（イメージソング）※RIDER CHIPS Featuring 橋本仁
  - Touch（イメージソング）※RIDER CHIPS Featuring ROLLY & 橋本仁
- 極めれば音撃!!（2005年、『仮面ライダー響鬼』イメージソング）

### カバー
- J-POP ISLAND（1993年） ※橋本仁(Hitoshi Hashimoto)名義
  - スローなブギにしてくれ
  - 恋するカレン
- Masked Rider LIVE 2000（2000年）
  - 仮面ライダーBLACK RX
  - ドラゴン･ロード

## DVD
- MASKED RIDER LIVE 2000（2001年4月21日発売）
- ANIMELO SUMMER LIVE 2014 ONENESS 08.31（2015年3月25日発売）
- ジョジョの奇妙な冒険スターダストクルセイダース スペシャルイベント Walk Like Crusaders DVD（2015年3月25日発売）

## 出演

### テレビ番組
- アニぱら音楽館 第399回（2014年7月11日）
- JINと犬とメロディと（2014年12月10日 - 2015年2月18日 、テレビ神奈川）